# Maria Theresa de Medeiros Pacheco
Maria Theresa de Medeiros Pacheco (Atalaia, 2 de setembro de 1928 − Salvador, 12 de maio de 2010) foi a primeira médica legista do Brasil, professora da Faculdade de Medicina da Bahia, da Universidade Federal da Bahia. Foi, ainda, nos duzentos anos dessa faculadade, a primeira mulher a ensinar a cátedra de medicina legal, bem como a primeira a dirigir o Departamento de Polícia Técnica do estado (DPT). Ocupou a cadeira 37 da Academia de Medicina da Bahia, que tem por patrono Oscar Freire e membra de outras instituições científicas.

## Biografia
Era filha de Carolina de Medeiros Pacheco e do Coronel José Pacheco Filho, fazendeiro. O seu pai era sobrinho do governador de Alagoas Coronel Francisco dos Santos Pacheco. Estudou o secundário nas cidades de São Miguel dos Campos e Penedo no estado natal; no dia 18 de dezembro de 1947 desembarcou na capital baiana, aos dezenove anos, a fim de ali realizar o sonho de tornar-se médica: com apoio paterno que acreditava ser aquela a melhor faculdade, e contrariando a mãe, que não queria que a filha partisse.
Ainda estudante, é interna na Maternidade Climério de Oliveira e no Hospital Aristides Maltez, além de atuar no serviço ginecológico do professor Aristides Milton no Hospital Santa Izabel, vindo a diplomar-se em 15 de dezembro de 1953 e já no ano seguinte ingressava no Instituto Médico Legal Nina Rodrigues, a primeira mulher no país a atuar nessa área, e pleiteou a cadeira de medicina legal com a tese Aspectos médico-legais da sexualidade feminina; de 1956 até 1964 foi assistente extranumerária e nesse ano tornou-se interina dessa cadeira na Escola Bahiana de Medicina e Saúde Pública, dois anos depois interina da Faculdade de Medicina da Bahia, exercendo o magistério médico em outras instituições. Estagiou em Lisboa, depois em Espanha e França. Em 1970 obteve o doutorado pela Universidade de Paris.
Em 1975, após concurso, tornou-se a primeira mulher a ocupar a titularidade da cadeira de medicina legal e deontologia no país. Lecionou na Universidade Federal da Bahia até 2002, quando se aposentou; tornou-se Professora Emérita em 2008. Dirigiu o "Nina Rodrigues e o DPT. Foi membra do Instituto Bahiano de História da Medicina e Ciências Afins, onde ocupou a cadeira 31 que tem por patrono Nina Rodrigues, sendo ela própria patronesse da cadeira 44 do silogeu, onde ocupava a tesouraria quando de sua morte. Em 8 março de 2009, Dia Internacional da Mulher, recebeu o título de cidadã honorária soteropolitana da câmara de vereadores, que ainda lhe concedeu a Medalha Maria Quitéria.
Maria Theresa morreu em Salvador, tendo o corpo velado na Faculdade de Medicina até sua cremação no Cemitério Jardim da Saudade. No dia 4 de julho de 2023 a Faculdade de Medicina prestou-lhe homenagem póstuma, com a colocação de seu quadro na Sala da Congregação da instituição bicentenária.

## Casos famosos
Dentre os muitos trabalhos em que capitaneou a perícia técnica, foi convidada pelo então secretário de segurança pública de Alagoas para auxiliar no caso do duplo homicídio do ex-tesoureiro de Fernando Collor de Mello, Paulo César Farias e sua amante Suzana Marcolino, realizando os exames que ajudaram na investigação.